# مارک الکسا
مارک الکسا (انگلیسی: Marc Alexa؛ زادهٔ ۱ فوریهٔ ۱۹۷۴) استاد علوم رایانه در دانشگاه فنی برلین که در زمینه‌های گرافیک رایانه‌ای ، مدل‌سازی هندسی و پردازش هندسی کار می‌کند.

## زندگی
الکسا در رشته علوم رایانه در دانشگاه فنی دارمشتات تحصیل کرد و در سال ۱۹۹۷ مدرک دیپلم و در سال ۲۰۰۲ پی‌اچ‌دی گرفت. پس از فارغ التحصیلی، او مدتی را به عنوان محقق فوق دکترا با گرگ ترک در مؤسسه فناوری جورجیا گذراند و در همان سال بازگشت و به عنوان استادیار در دانشگاه فنی دارمشتات مشغول کار شد. در سال ۲۰۰۵، او دانشیار گرافیک رایانه در دانشگاه فنی برلین شد و در سال ۲۰۱۰ به کرسی استادی کامل رسید. او تحقیقاتی را در مؤسسه فناوری کالیفرنیا، دانشگاه کارنگی ملون، شبکه‌ای از آزمایشگاه‌های تحقیقات دیزنی، مؤسسه فناوری فدرال زوریخ و دانشگاه تورنتو انجام داد. از سال ۲۰۱۸ تا ۲۰۲۱، او سردبیر مجله علمی «تراکنش‌های ACM روی گرافیک» بود.